# 蔚山級フリゲート
蔚山級フリゲート（ウルサンきゅうフリゲート、朝鮮語: 蔚山級 護衛艦(울산급 호위함)）は、大韓民国海軍が運用するフリゲートの艦級。設計はHDF-2000型と称されており、韓国型護衛艦（FFK）の計画のもとで9隻が建造された。

## 来歴
大韓民国海軍の建軍当初、その作戦海域は沿海域に限定されており、1951年の時点では、外洋作戦艦としては小型・低速の豆満級フリゲート（PF; 旧米タコマ級）2隻を保有するのみであった。その後、朝鮮戦争の教訓を踏まえてまずは哨戒艦艇と揚陸艦の強化が図られ、水上戦闘艦についても、PFの増備とともにアメリカ海軍を退役した護衛駆逐艦（DE）や艦隊駆逐艦（DD）が導入された。
1970年代、朴正煕政権は「自己完結型の国防力整備を目指した8ヶ年計画」を発表し、海軍においては、国内技術による艦隊建設が志向された。そして1975年7月9日、朴大統領は韓国国産の水上戦闘艦の建造を指示した。当時、韓国では既に高速戦闘艇の国内建造は行われていたものの、水上戦闘艦の設計経験は全く無かった。
1976年12月31日、海軍は現代重工業と「1800トン級駆逐艦基本設計契約」を締結した。計画最初は「韓国型駆逐艦」と称されたが、艦のサイズを考慮し、後に計画名は「護衛艦」に変更された。韓国型護衛艦（FFK）は概念設計を経て1978年3月31日に基本設計を完了し、同年10月28日、現代重工業と「詳細設計および艦建造契約」を締結した。

## 設計
船型は平甲板型とされており、比較的乾舷の低い船体の上に4層と背の高い上部構造物が設けられている。復原性確保のため上構はアルミニウム合金製とされているが、それでも不足があり、就役後に固定バラストを追加搭載している。また艦内艤装には木材が多用されるなど、ダメージコントロールの面で問題が指摘されていた。ネームシップの海上試験の際には、同艦の安全性を疑問視した外国人技術者が出港を拒否したのに対し、艦長が彼らを艦内に案内している隙に出港してしまったという逸話もある。
主機関としては、巡航機としてドイツのMTUフリードリヒスハーフェン社製MTU 12V956 TB82ディーゼルエンジン（3,600馬力）2基、高速機としてアメリカ合衆国のゼネラル・エレクトリック社製LM2500ガスタービンエンジン（27,200馬力）2基を搭載し、減速機を介して2軸の可変ピッチ・プロペラを駆動するCODOG方式が採用された。

## 装備

### 電装
艦橋構造物後部には塔状の前檣が設けられている。その頂部には、前期型では砲射撃指揮と低空警戒兼用のシグナール社（現在のタレス・ネーデルラント社）製Xバンド・レーダーであるWM-28の卵型レドームが設置されていた。後期型では、やはりXバンドで動作するマルコーニ社製S-1810対空・対水上捜索用レーダーに変更されており、砲射撃指揮用としては、同社のS-1802が艦橋構造物上に設置された。また後檣上にはSバンドの対空捜索レーダーであるDA-05が設置されていた。
ソナーとしては、当初はシグナール社製、10キロヘルツ級のPHS-32を船底に備えていたが、のちにレイセオン社の同級機であるDE-1167に換装された。
初期の運用経験からシステム統合の問題が懸念されたことから、後期型ではサムスン-フェランティ WSA-423戦術情報処理装置を搭載した。これは射撃指揮装置とレーダー、電子光学センサーから構成されており、航法装置や電波探知装置、艦砲やハープーン対艦ミサイル、そしてリンク 14と連接されていた。また前期型でもリットン社製の戦術情報処理装置が後日搭載されたほか、本級のうち3隻では、嚮導艦としての行動を考慮してリンク 11装置も搭載されている

### 兵装
主砲としては、76mmコンパット砲が上構前端の01レベルと艦尾甲板上に1基ずつ設置されていた。これを補完する中口径機銃としては、当初はエリコンKCB 30 mm 機関砲を連装に配した米エマーソン社製の有人砲塔であるEX-74を搭載しており、艦橋直前の02レベルに1基、艦橋構造物直後の同レベル両舷に各1基、上構後端の01レベルに1基の計4基が搭載された。後期型ではコンパット・フォーティー40mm連装機銃に変更され、艦橋直前の02レベルのほか、上構後端に大型の甲板室を設けて、その上面両端の02レベルに1基ずつの計3基を搭載した。
このように、本級は基本的に砲熕兵器を主体とする砲装型フリゲートであり、就役時点から既に時代遅れの感は否めなかった。その後、1980年代後半には艦対艦ミサイルとしてハープーンを後日搭載した。これは4連装発射筒2基に収容されて、煙突直後の01レベル両舷に搭載されている。

### 兵装・電装要目
|                   | 前期型 (FF-951〜956)                | 後期型 (FF-957〜961)      |
| ----------------- | ----------------------------------- | ------------------------- |
| 兵装              | 76mmコンパット砲×2基                | 76mmコンパット砲×2基      |
| 兵装              | 30mm連装機銃×4基                    | 40mm連装機銃×3基          |
| 兵装              | ハープーンSSM 4連装発射筒×2基       |                           |
| 兵装              | Mk.32 3連装短魚雷発射管×2基         |                           |
| 兵装              | Mk.9 爆雷投下軌条×2条 (爆雷×計12発) |                           |
| レーダー          | DA-05 対空捜索用                    | DA-05 対空捜索用          |
| レーダー          | ZW-06 対水上捜索用                  | S-1810 対空・対水上捜索用 |
| レーダー          | WM-28 砲射撃指揮用                  | S-1802 砲射撃指揮用       |
| ソナー            | DE-1167 船底装備式                  | DE-1167 船底装備式        |
| 電子戦・ 対抗手段 | ULQ-11K電波探知装置                 | ULQ-11K電波探知装置       |
| 電子戦・ 対抗手段 | Mk.137 チャフ・フレア発射機×4基     |                           |
| 電子戦・ 対抗手段 | AN/SLQ-25 対魚雷デコイ装置          |                           |

## 運用史

### 同型艦一覧

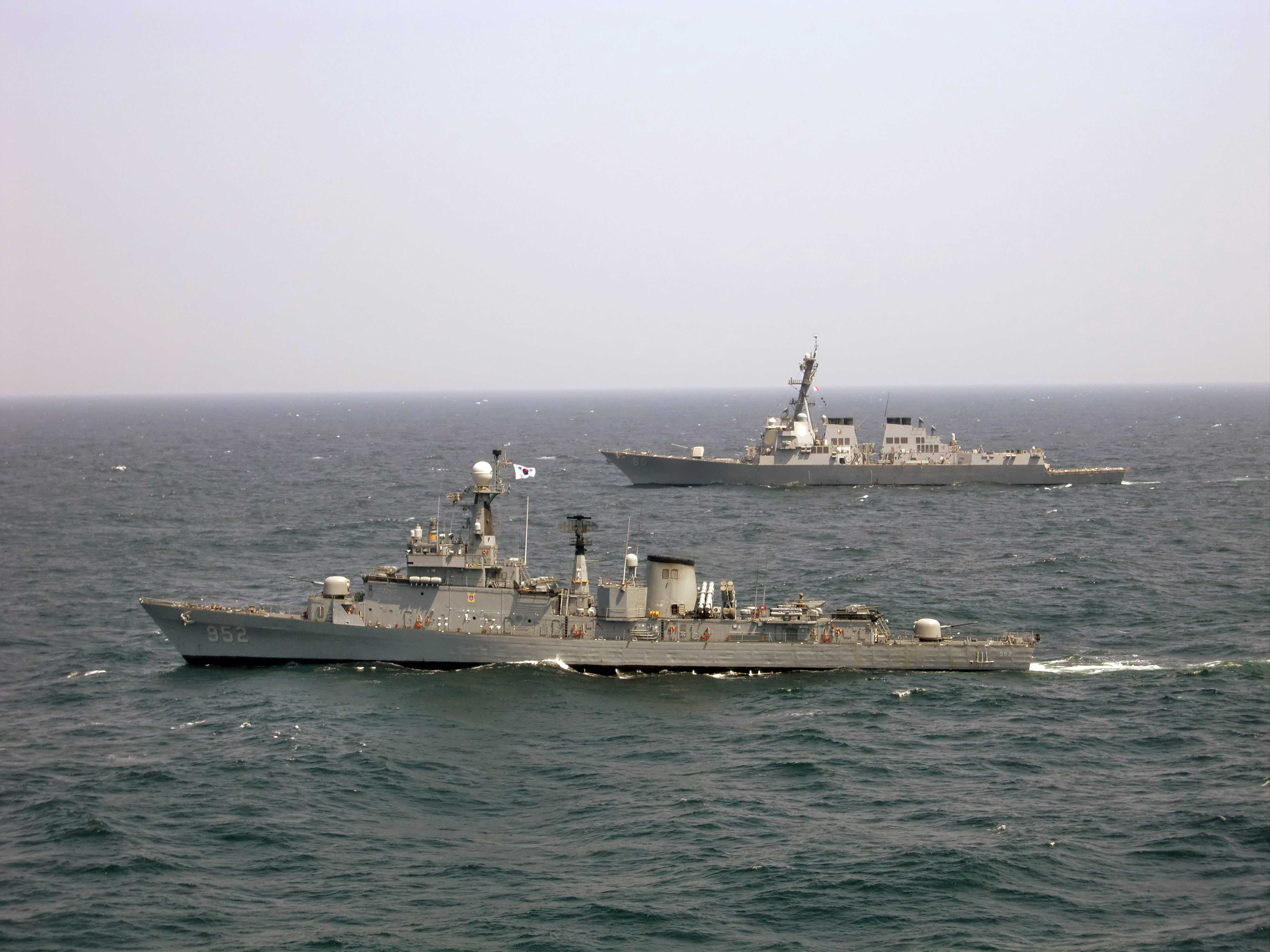
前期型のFF-952 ソウル

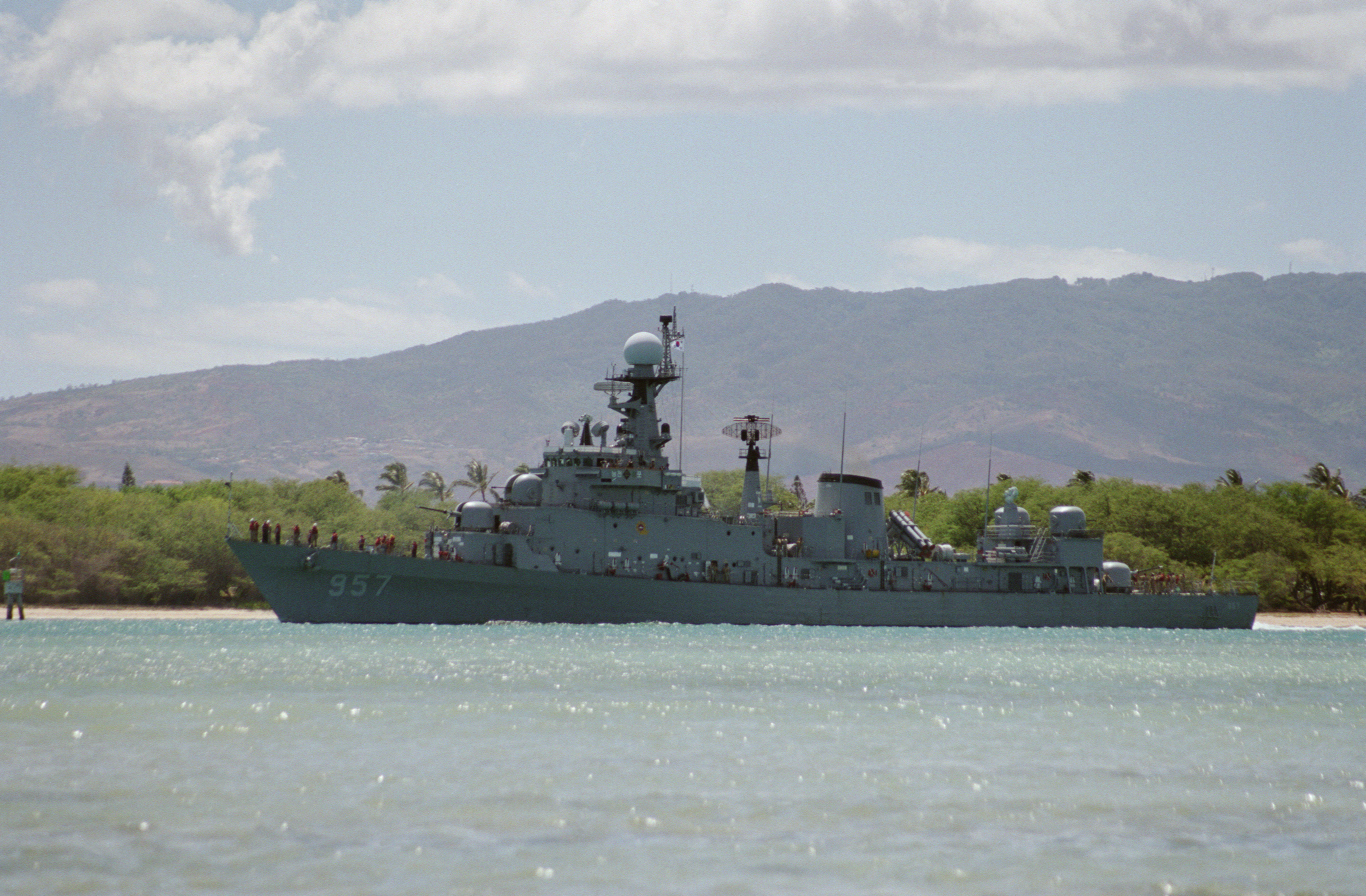
後期型のFF-957 全南

艦名は、大韓民国の地方行政区画から採られている。
| 建造時期 | 番号   | 艦名                             | 建造         | 進水            | 就役           | 退役            |
| -------- | ------ | -------------------------------- | ------------ | --------------- | -------------- | --------------- |
| 前期型   | FF-951 | 蔚山（ウルサン） ROKS Ulsan      | 現代重工業   | 1980年 4月8日   | 1981年 1月1日  | 2014年 12月30日 |
| 前期型   | FF-952 | ソウル ROKS Seoul                | 現代重工業   | 1984年 4月24日  | 1985年 6月30日 | 2015年 12月31日 |
| 前期型   | FF-953 | 忠南（チュンナム） ROKS Chungnam | Korea SEC    | 1984年 10月26日 | 1986年 6月1日  | 2017年 12月27日 |
| 前期型   | FF-955 | 馬山（マサン） ROKS Masan        | 韓国タコマ   | 1984年 10月26日 | 1985年 7月20日 | 2019年 12月24日 |
| 前期型   | FF-956 | 慶北（キョンブク） ROKS Kyongbuk | 大宇造船海洋 | 1986年 1月15日  | 1986年 5月30日 | 2019年 12月24日 |
| 後期型   | FF-957 | 全南（チョンナム） ROKS Chonnam  | 現代重工業   | 1988年 4月19日  | 1988年 6月17日 | 2022年 12月30日 |
| 後期型   | FF-958 | 済州（チェジュ） ROKS Cheju      | 大宇造船海洋 | 1988年 5月3日   | 1990年 1月1日  | 2022年 12月30日 |
| 後期型   | FF-959 | 釜山（プサン） ROKS Pusan        | 現代重工業   | 1992年 2月20日  | 1993年 1月1日  |                 |
| 後期型   | FF-961 | 清州（チョンジュ） ROKS Chongju  | 大宇造船海洋 | 1992年 3月20日  | 1993年 6月1日  |                 |

### 輸出
バングラデシュ海軍は、蔚山級の改良型であるDW 2000H型フリゲート1隻を導入し、2001年6月に「バンガバンドゥ」として就役させた。しかし同艦の購入にあたっては、当時経営危機下にあった大宇財閥にあえて発注しリベートを受け取ったとして、バングラデシュ国内では発注時の首相までまきこむ汚職事件となった。また機関や装備品に多数の不具合が発見されたことから、就役後1年も経たない2002年2月に一度退役し、大規模修繕・改修が行われて、2007年に「ハーリド・ビン・ワリード」として再就役した。

### 事故
2018年6月19日12時30分頃、慶尚南道・統営市欲知島の南沖２５マイル（約４０キロ）で訓練中の「FF-955 馬山」で爆発事故が発生した。この事故で21歳の下士官1名が負傷し、ヘリコプターで国立釜山大学病院に運ばれたものの死亡している。海軍は射撃訓練のために30mm機関砲の砲弾を解除する作業中に事故が発生したと推定している。